# Luděk Bukač
Luděk Bukač (4. srpna 1935 Ústí nad Labem – 20. dubna 2019) byl český a československý hokejový trenér, pedagog a útočník. Byl otcem hokejového trenéra Luďka Bukače mladšího.

## Hráčská kariéra
V žákovské kategorii hrál za LTC Praha a I. ČLTK Praha, v kategorii dospělých za Motorlet Praha (1949–1958), Spartu Praha (1959–1961 a 1963–1967, Duklu Jihlava (1961–1963).
V ligové soutěži odehrál 13 sezón, kolem 330 zápasů, v nichž nastřílel 153 gólů.
V reprezentaci odehrál 30 zápasů a nastřílel 11 gólů. Zúčastnil se mistrovství světa v letech 1961 a 1963 (stříbrná, resp. bronzová medaile).

## Trenérská práce
Po skončení aktivní hráčské kariéry trenér Sparty Praha (1967–1969 a 1973–1980), VSŽ Košice (1969-1970) a Motoru České Budějovice (1971-1973).
V letech 1979–1985 trenér reprezentace ČSSR spolu se Stanislavem Neveselým, v první sezóně ještě s Karlem Gutem, od roku 1981 hlavní trenér. Jeho typickým trenérským rysem bylo vysoké tempo hry a celohřišťové pojetí.
Pod jeho vedením získali českoslovenští hokejisté na mistrovství světa 1981 bronzovou medaili, v roce 1982 a 1983 a na Zimních olympijských hrách 1984 stříbrné medaile. Prvním vrcholem trenérské práce byl zisk titulu mistrů světa v roce 1985, kdy dokázal přerušit letitou nadvládu hokejové reprezentace SSSR (trvající od roku 1978).
Po odchodu od reprezentace ČSSR působil jako trenér týmu Rakouska, se kterým se zúčastnil Zimních olympijských her 1988. Práci u týmu ukončil v roce 1991. V letech 1992–1994 trénoval národní tým Německa, se kterým na Zimních olympijských hrách 1992 obsadil 6. místo.
V roce 1996 dovedl k titulu mistrů světa český reprezentační tým. Odešel po neúspěšném vystoupení mužstva na Světovém poháru 1996.

### Souhrn výsledků u československé a české reprezentace
- 1980: 13. ZOH - Lake Placid (USA), 5. místo
- 1981: Mistrovství světa, 3. místo
- 1981: Kanadský pohár, 3. místo
- 1982: Mistrovství světa, 2. místo
- 1983: Mistrovství světa, 2. místo
- 1984: 14. ZOH - Sarajevo (Jugoslávie), 2. místo
- 1984: Kanadský pohár, 6. místo
- 1985: Mistrovství světa, 1. místo
- 1995: Mistrovství světa, 4. místo
- 1996: Mistrovství světa, 1. místo
- 1996: Světový pohár, 8. místo

## Pedagogická a publikační činnost
Ještě během aktivní hráčské činnosti byl na stáži v Kanadě (tým Oklahoma Blazers, 1965) a v SSSR (tým CSKA Moskva, 1966).
Později proslul jako trenér, který se soustavně věnoval teorii i praxi ledního hokeje. Vědecká i odborná publikační činnost Luďka Bukače je velmi bohatá - je autorem kolem 30 vědeckých statí, dále řady učebních textů a metodických příruček, spoluautorem knihy „Obrana v ledním hokeji“. V ČSSR i v zahraničí publikoval přes 100 odborných článků. Přednášel na univerzitách a seminářích v Kanadě, Švédsku, Finsku, Švýcarsku, Itálii a Rakousku. Spolupracoval s FTVS UK.
V roce 1991 založil se svým synem hokejovou školu.

## Ocenění
- člen Síně slávy IIHF (2007)
- člen Síně slávy českého hokeje (2008)

## Další činnost
Po ukončení trenérské kariéry byl pravidelným hostem například při přímých přenosech zápasů na vrcholných mezinárodních soutěžích (MS, ZOH). V roce 2003 se podílel na dokumentu České televize "Hokej v srdci - Srdce v hokeji".

## Úmrtí
Zemřel v nemocnici 20. dubna 2019 ve věku 83 let na komplikace spojené s oboustranným zápalem plic.